# Хлороводород
Хло́роводоро́д, (гидрохлори́д, хло́ристый водоро́д, хлорид водорода, HCl) — бесцветный, термически устойчивый ядовитый газ (при нормальных условиях) с резким запахом, дымящий во влажном воздухе, легко растворяется в воде (до 500 объёмов газа на один объём воды) с образованием хлороводородной (соляной) кислоты. При −85,1 °C конденсируется в бесцветную, подвижную жидкость. При −114,22 °C {\displaystyle {\ce {HCl}}} переходит в твёрдое состояние. В твёрдом состоянии хлороводород существует в виде двух кристаллических модификаций: ромбической, устойчивой ниже −174,75 °C, и кубической.

## Свойства
Водный раствор хлористого водорода называется соляной кислотой. При растворении в воде протекают следующие процессы:
{\displaystyle {\ce {HCl + H2O -> H3O^+ + Cl^-}}}.
Процесс растворения сильно экзотермичен. С водой {\displaystyle {\ce {HCl}}} образует азеотропную смесь, содержащую 20,24 % {\displaystyle {\ce {HCl}}}.
Соляная кислота является сильной одноосновной кислотой, она энергично взаимодействует со всеми металлами, стоящими в ряду напряжений левее водорода, с основными и амфотерными оксидами, основаниями и солями, образуя соли — хлориды:
{\displaystyle {\ce {Mg + 2HCl -> MgCl2 + H2 ^}}},
{\displaystyle {\ce {FeO + 2HCl -> FeCl2 + H2O}}}.
Хлориды чрезвычайно распространены в природе и имеют широчайшее применение (галит, сильвин). Большинство из них хорошо растворяется в воде и полностью диссоциируют на ионы. Слаборастворимыми являются хлорид свинца(II) ({\displaystyle {\ce {PbCl2}}}), хлорид серебра ({\displaystyle {\ce {AgCl}}}), хлорид ртути(I) ({\displaystyle {\ce {Hg2Cl2}}}, каломель) и хлорид меди(I) ({\displaystyle {\ce {CuCl}}}).
При действии сильных окислителей или при электролизе хлороводород проявляет восстановительные свойства:
{\displaystyle {\ce {MnO2 + 4HCl -> MnCl2 + Cl2 ^ + 2H2O}}}.
При нагревании хлороводород окисляется кислородом (катализатор — хлорид меди(II) {\displaystyle {\ce {CuCl2}}}):
{\displaystyle {\ce {4HCl + O2 -> 2H2O + 2Cl2 ^}}}.
Концентрированная соляная кислота реагирует с медью, при этом образуется комплекс одновалентной меди:
{\displaystyle {\ce {2Cu + 4HCl -> 2H[CuCl2] + H2 ^}}}.
Смесь 3 объёмных частей концентрированной соляной и 1 объемной доли концентрированной азотной кислот называется «царской водкой». Царская водка способна растворять даже золото и платину. Высокая окислительная активность царской водки обусловлена присутствием в ней хлористого нитрозила и хлора, находящихся в равновесии с исходными веществами:
{\displaystyle {\ce {4H^+ + 3Cl^- + NO3^- -> NOCl + Cl2 + 2H2O}}}.
Благодаря высокой концентрации хлорид-ионов в растворе металл связывается в хлоридный комплекс, что способствует его растворению:
{\displaystyle {\ce {3Pt + 4HNO3 + 18HCl -> 3H2[PtCl6] + 4NO ^ + 8H2O}}}.
Присоединяется к серному ангидриду, образуя хлорсульфоновую кислоту {\displaystyle {\ce {HSO3Cl}}}:
{\displaystyle {\ce {SO3 + HCl -> HSO3Cl}}}.
Для хлороводорода также характерны реакции присоединения к кратным связям (электрофильное присоединение):
{\displaystyle {\ce {R-CH=CH2 + HCl -> R-CHCl-CH3}}},
{\displaystyle {\ce {R-C#CH + 2HCl -> R-CCl2-CH_3}}}.

## Получение
В лабораторных условиях хлороводород получают, воздействуя концентрированной серной кислотой на хлорид натрия (поваренную соль) при слабом нагревании:
{\displaystyle {\ce {NaCl + H2SO4 -> NaHSO4 + HCl ^}}}.
{\displaystyle {\ce {HCl}}} также можно получить гидролизом ковалентных хлоридов, таких, как хлорид фосфора(V), тионилхлорид ({\displaystyle {\ce {SOCl2}}}), и гидролизом хлорангидридов карбоновых кислот:
{\displaystyle {\ce {PCl5 + H2O -> POCl3 + 2HCl ^}}},
{\displaystyle {\ce {RCOCl + H2O -> RCOOH + HCl ^}}}.
В промышленности хлороводород ранее получали в основном сульфатным методом (методом Леблана), основанном на взаимодействии хлорида натрия с концентрированной серной кислотой. В настоящее время для получения хлороводорода обычно используют прямой синтез из простых веществ:
{\displaystyle {\ce {H2}}}{\displaystyle {\ce {+Cl2\rightleftarrows 2HCl}}} + 184,7 кДж.
В производственных условиях синтез осуществляется в специальных установках, в которых водород непрерывно сгорает ровным пламенем в токе хлора, смешиваясь с ним непосредственно в факеле горелки. Тем самым достигается спокойное (без взрыва) протекание реакции. Водород подается в избытке (5—10 %), что позволяет полностью использовать более ценный хлор и получить незагрязненную хлором соляную кислоту.
Соляную кислоту получают растворением газообразного хлороводорода в воде.
Ещё в лаборатории можно получить хлороводород взаимодействием воды с хлором под действием прямого солнечного света в присутствии солей кобальта. Вместо прямого солнечного света можно использовать лампу высокой мощности:
{\displaystyle {\ce {2H_2O + 2Cl_2 ->[h\nu, CoCl_2] 4HCl ^ + O_2 ^}}}
Для того, чтобы получить хлороводород взаимодействием воды с хлором, не используя свет от лампы высокой мощности и соли кобальта, то нужно взаимодействовать воду с бромом в присутствии света от обычной лампы или при кипении. Затем нужно взаимодействовать полученный бромоводород с хлором, охладить смесь хлороводорода и брома для того, чтобы отделить жидкий бром от хлороводорода и отгонять полученный хлороводород в другую ёмкость с водой для получения соляной кислоты:                                                                                                                                              {\displaystyle {\ce {2H_2O + 2Br_2 ->[h\nu, +100^oC] 4HBr ^ + O_2 ^}}}
{\displaystyle {\ce {2HBr + Cl_2 -> 2HCl ^ + Br_2}}}

## Применение
Водный раствор широко используется для получения хлоридов, для травления металлов, очистки поверхности сосудов, скважин от карбонатов, обработки руд, при производстве каучуков, глутамата натрия, соды, хлора и других продуктов. Также применяется в органическом синтезе.
Широкое распространение раствор соляной кислоты получил в производстве мелкоштучных бетонных и гипсовых изделий: тротуарная плитка, железобетонные изделия и т. д.

## Физиологическое действие
Хлороводород особо токсичен, числится в списке сильнодействующих ядовитых веществ, относится к третьему классу опасности и в высоких концентрациях обладает удушающим действием.
Вдыхание хлороводорода в больших количествах может привести к кашлю, воспалению носа, горла и верхних дыхательных путей, а в тяжёлых случаях — к отёку легких, нарушению работы кровеносной системы и даже смертельному исходу. Контактируя с кожей, может вызывать покраснение, боль и серьёзные ожоги. Хлористый водород может вызвать серьёзные ожоги глаз и их необратимое повреждение.
Смертельная концентрация (ЛК50):

3 г/м³ (человек, 5 минут)

1,3 г/м³ (человек, 30 минут)

3,1 г/м³ (крыса, 1 час)

1,1 г/м³ (мышь, 1 час)

Смертельная доза (ЛД50) — 238 мг/кг

Использовался как отравляющее средство во время войн.
В соответствии с ГОСТ 12.1.007-76 ПДК хлористого водорода в воздухе рабочей зоны составляет 5 мг/м³.